# Барынькин, Виктор Михайлович
Барынькин Виктор Михайлович (род. 8 сентября 1946, Меленки, Владимирская область) — советский и российский военачальник, учёный в области военных наук, генерал-полковник (19.04.1993).

## Биография
Окончил среднюю школу № 1 в городе Меленки в 1964 году.
В Советской армии с августа 1964 года. Окончил Московское высшее общевойсковое командное училище имени Верховного Совета РСФСР в 1968 году с золотой медалью. Как один из лучших выпускников оставлен в этом училище и с 1968 по 1974 годы служил в нём командиром взвода и командиром роты курсантов. Проявил себя талантливым офицером-воспитателем (из числа его подчинённых-курсантов не менее 14 человек стали генералами, несколько десятков дослужились в войсках до полковников).
Окончил Военную академию имени М. В. Фрунзе в 1977 году (с отличием). С 1977 года служил в Группе советских войск в Германии: командир батальона, начальник штаба полка, командир полка, начальник штаба — первый заместитель командира дивизии. В 1984—1986 годах — командир 68-й мотострелковой дивизии Среднеазиатского военного округа (пос. Сарыозек, Алма-Атинская область, Казахская ССР).
С июля 1986 по июнь 1988 года — командир 108-й мотострелковой дивизии 40-й общевойсковой армии Туркестанского военного округа, которая в составе Ограниченного контингента советских войск вела боевые действия в Афганистане (штаб — в городе Баграм). Генерал-майор (7.05.1987). Зарекомендовал себя одним из лучших командиров дивизий и сразу из Афганистана был направлен на учёбу.
Окончил Военную академию Генерального штаба Вооружённых Сил СССР имени К. Е. Ворошилова в 1990 году. С 1990 года начальник штаба — первый заместитель командующего 13-й общевойсковой армией в Прикарпатском военном округе. В 1991—1992 годах — начальник 1-го управления, затем первый заместитель начальника Главного оперативного управления Генерального штаба. С 16 июля 1992 года начальник Главного оперативного управления Генерального штаба Вооружённых Сил Российской Федерации. С 19 августа 1992 года начальник Главного оперативного управления Генерального штаба — первый заместитель начальника Генерального штаба Вооружённых Сил Российской Федерации. Освобождён от занимаемой должности в июне 1996 года с группой высокопоставленных генералов вскоре после снятия с должности Министра обороны Российской Федерации П. С. Грачёва.
С 1996 года заместитель, а с 1997 года первый заместитель начальника Военной академии Генерального штаба Вооружённых Сил Российской Федерации. С 1997 года и по настоящее время является председателем диссертационного совета при Военной академии Генерального штаба. С 2006 года — в отставке.
До 1991 года был членом КПСС. Депутат Талды-Курганского областного Совета народных депутатов Казахской ССР (1984—1986).
Автор 477 научных и учебно-методических трудов, исследований и публикаций. Основные объекты исследований — история Великой Отечественной войны, анализ роли личности в руководстве боевыми действиями, исследование наследства крупных военных учёных (А. А. Свечин, Н. Л. Кладо, С. М. Штеменко), обобщение опыта боевых действий в Афганистане, методология планирования военного строительства в современной военно-политической обстановке, военная конфликтология. Доктор военных наук (1995, кандидат наук с 1991 года). Профессор Военной академии Генерального штаба по кафедре стратегии. Академик Российской академии естественных наук. Академик Международной академии информационных процессов и технологий. Академик Академии геополитических проблем Российской Федерации. Лауреат премии А. В. Суворова.
Живёт в Москве. Главный инспектор Министерства обороны Российской Федерации. Продолжает активную научно-исследовательскую работу в Военной академии Генерального штаба, а также активно занимается ветеранско-патриотической деятельностью. Председатель общественной организации «Комитет ветеранов Генерального штаба». Председатель Общественного совета Главного следственного управления по Москве. Вице-президент Клуба военачальников Российской Федерации. Председатель Московского отделения Межрегиональной общественной организации «Выдающиеся полководцы и флотоводцы Отечества». Председатель Совета ветеранов 108-й мотострелковой дивизии. Председатель Совета ветеранов МосВОКУ.
Женат с 15.10.1969. Жена Валентина Васильевна (урожд. Зубкова; род. 14.6.1942), сын Михаил (род. 9.4.1972).

## Награды
- орден «За военные заслуги»
- орден Почёта (26.12.2016, За достигнутые трудовые успехи, активную общественную деятельность и многолетнюю добросовестную работу)[10]
- Орден Дружбы
- орден Красного Знамени
- орден «За личное мужество»
- медали

иностранные награды
- ордена Демократической Республики Афганистан
- орден Сирийской Арабской Республики

## Научные труды
- Ввод войск в Афганистан (взгляд из Генерального штаба). — М.: Издательство Академии Генерального штаба, 1999. — 75 с.
- Висло-Одерская операция (12.1-3.2.1945 г.) // Военная мысль. — 1996. — № 5. — С. 71—80.
- Война в горах. — М., 1999.
- Военная конфликтология. — М.: ВАГШ, 2000. — 287 с.
- Военно-теоретическое наследие Кладо Н. Л. и его значение для современности / Военно-теоретическое наследие Кладо Н. Л. и его значение для современности; Сб. тр. конф. / Под. общ. ред. И. С. Даниленко, г. Москва, 29 марта 2000 г. — М.: ВАГШ, 2000. — С. 5—12.
- Военный мыслитель, опередивший время // Военно-исторический журнал. — 2000. — № 1. — С. 85—87.
- Вооруженные силы России в боснийском урегулировании // Московский журнал международного права. — 1996. — № 3. — С. 97—111.
- Две войны. — М.: ВАГШ, 2001.
- Информатизация военного вуза: проблема и пути ее решения // Военная мысль. — 2002. — № 2. — С. 48—52.
- Локальные войны на современном этапе // Военная мысль. — 1994. — № 6.
- Маньчжурская наступательная операция // Военно-исторический журнал. — 1995. — № 5. С. 14—23.
- Навыками партизанской войны боевики овладевали в лагерях Пакистана и Ирана // Военно-исторический журнал. — 2000. — № 5. — С. 74—83.
- Некоторые вопросы организации военных действий по разрешению военных конфликтов // Военно-исторический журнал. — 1995. — № 6. — С. 15—17.
- Некоторые меры разрешения военных конфликтов // Военная мысль. — 1997. — № 3. — С. 31—37.
- Организация и методы работы высших органов руководства по управлению Вооруженными Силами. — М.: ВАГШ, 1997. — 224 с.
- Освобождение Прибалтики: Прибалтийская наступательная операция 14 сент. — 24 ноябр. 1944 г. // Военно-исторический журнал. — 1994. — № 8. — С. 2—8.
- Особенности подготовки и ведения специфических операций 40 А (По опыту боевых действий в Афганистане): Монография. — М.: Рус. воздухоплават. о-во, 1999. — 141 с.
- От Пули-Хумри до Кабула // Военно-исторический журнал. — 2001. — № 12. — С. 2—7.
- Оценка военно-политической обстановки: методологический аспект // Военная мысль. — 1999. — № 5. — С. 23—30.
- Планирование военного строительства: опыт и современность // Военная мысль. — 1995. — № 3. — С. 12—20.
- Подготовка и ведение боевых действий в условиях горного ТВД (по опыту боевых действий 108 мсд в Афганистане). — М.: Воениздат, 1999.
- Проблемы развития системы управления на современном этапе // Военная мысль. — 1996. — № 4. — С. 29—32.
- Проблемы строительства Вооруженных Сил Российской Федерации на современном этапе // Военная мысль. — 1996. — № 1. — С. 2—6.
- Теоретико-методологические вопросы повышения эффективности мер по разрешению современных военных конфликтов. — М.: ВАГШ, 1997.
- Триумф военной стратегии в Великой Отечественной войне. — М.: Полет, 1998. — С. 84—100.
- Школа полководческого искусства: совершенствование учебного процесса в академии в первые 70 лет ее существования // Военно-исторический журнал. — 2002. — № 11. — С. 22—28.
- (в соавторстве с Васильевым Н. М.) Генерал армии С. М. Штеменко: «Здесь всегда чувствовалось биение пульса действующей армии» // Военно-исторический журнал. — 2000. — № 3. — С. 14-21.
- (в соавторстве с Велесовым С., Кадацким В.) Силы специальных операций и способы борьбы с ними // Военная мысль. — 2001. — № 2. — С. 12—15.